# Fritz Zweig
Fritz Zweig (Olmütz, nu Olomouc (Tsjechië), 8 september 1893 - Los Angeles, 28 februari 1984) was een Duits dirigent, pianist en componist.

## Leven
Fritz Zweig was privé-leerling bij Arnold Schoenberg in Wenen en Berlijn. Van 1913-1933 werkte hij als dirigent bij verschillende Duitse operahuizen, zoals aan het Volksoper en de Städtische Oper in Berlijn. Vervolgens werkte hij bij de Kroll-opera en vanaf 1932 voor de Staatsoper Unter den Linden. 
In 1933 verloor hij zijn baan in Duitsland en vluchtte naar Frankrijk vanwege het opkomend nazisme. Vanaf 1934 werkte hij als dirigent op de Deutsche Theater in Praag, maar ook daar moest hij in 1938 opnieuw vluchten. Hij vestigde zich daarna in Parijs. Hij dirigeerde daar bij de Opera van Parijs en deed gastdirecties in onder andere Londen en Moskou. Na de bezetting van Frankrijk ging hij in ballingschap in de Verenigde Staten waar hij met succes doorging met dirigeren. Aan het eind van zijn leven woonde hij in Hollywood en gaf hij les aan de Music Academy of the West in Santa Barbara.
- Bibsys: 7035634
- Biblioteca Nacional de España: XX1732698
- Bibliothèque nationale de France: cb139014474 (data)
- Gemeinsame Normdatei: 116000902
- International Standard Name Identifier: 0000 0000 7140 1531
- Library of Congress Control Number: no91029792
- MusicBrainz: 55f4fc3e-d4c0-4f7f-93fb-4fcb36727cc0
- Nationale Bibliotheek van Tsjechië: js20060203017
- Nationale Bibliotheek van Israël: 987007334977205171
- Nationale Bibliotheek van Polen: a0000002491521
- Nederlandse Thesaurus van Auteursnamen: 109659929
- Réseau des bibliothèques de Suisse occidentale: 02-A022748959
- Istituto Centrale per il Catalogo Unico: DDSV069641
- Virtual International Authority File: 87508693
- WorldCat: E39PBJtMm3BWRYh6BJBTR8Kcfq